# Drew McFedries
Michael Andrew McFedries (født 27. juli 1978 i Ames, Iowa i USA) er en amerikansk tidligere MMA-udøver, som har konkurreret i mellemvægt og letsværvægt i organisationenerne Ultimate Fighting Championship (UFC), Titan FC og Shooto.
Han er i Danmark mest kendt for at have kæmpet mod Martin Kampmann som han tabte til på submission (arm-triangle choke) den 3. marts 2007 på UFC 68.
Han har blandt andre vundet over større navne som Alessio Sakara (2006), Jordan Radev (2007) og Marvin Eastman (2008).
Han tabte til den brasilianske Jiu-jitsu specialist Thales Leites via rear-naked choke submission på UFC 90, den 25. oktober 2008.

## Priser
- Ultimate Fighting Championship
  - Knockout of the Night (2 gange) vs. Jordan Radev, Marvin Eastman